# كيفن ميخائيل مور
كيفن ميخائيل مور (بالإنجليزية: Kevin Michael Moore)‏ هو محامي وقاضي أمريكي، ولد في 17 يوليو 1951 في كورال غيبلز في الولايات المتحدة.